# Campeonato da NACAC de Atletismo Sub-23 de 2021 - Resultados
Esses foram os resultados do Campeonato da NACAC de Atletismo Sub-23 de 2021 que ocorreram de 9 a 11 de julho de 2021, no Estádio Nacional, em San José, na Costa Rica.

## Resultado masculino

### 100 metros
Bateria – 9 de julho
Vento:
Bateria 1: +0.6 m/s, Bateria 2: +4.1 m/s
| Posição | Bateria | Atleta                | Nacionalidade         | Tempo | Notas |
| ------- | ------- | --------------------- | --------------------- | ----- | ----- |
| 1       | 2       | Kuron Griffith        | Barbados              | 10.34 | Q     |
| 2       | 2       | Odaine McPherson      | Jamaica               | 10.39 | Q     |
| 3       | 2       | Guinove Joanus        | Haiti                 | 10.40 | Q     |
| 4       | 1       | Kion Benjamin         | Trinidad e Tobago     | 10.53 | Q     |
| 5       | 2       | Ian Liburd Jr.        | São Cristóvão e Neves | 10.64 | q     |
| 6       | 1       | Matthew Clarke        | Barbados              | 10.65 | Q     |
| 7       | 2       | Tyrell Edwards        | Trinidad e Tobago     | 10.68 | q     |
| 8       | 2       | Timothy Powell        | Costa Rica            | 11.02 |       |
| 9       | 1       | Isaac Benjamin Joseph | Haiti                 | 11.03 | Q     |
| 10      | 1       | Luis Alonso Guevara   | Costa Rica            | 11.20 |       |

Final – 9 de julho
Vento:
+0.2 m/s
| Posição           | Raia | Atleta                | Nacionalidade         | Tempo | Notas |
| ----------------- | ---- | --------------------- | --------------------- | ----- | ----- |
| Medalha de ouro   | 4    | Kuron Griffith        | Barbados              | 10.33 |       |
| Medalha de prata  | 5    | Odaine McPherson      | Jamaica               | 10.39 |       |
| Medalha de bronze | 6    | Kion Benjamin         | Trinidad e Tobago     | 10.40 |       |
| 4                 | 7    | Matthew Clarke        | Barbados              | 10.55 |       |
| 5                 | 1    | Tyrell Edwards        | Trinidad e Tobago     | 10.56 |       |
| 6                 | 3    | Guinove Joanus        | Haiti                 | 10.59 |       |
| 7                 | 2    | Ian Liburd Jr.        | São Cristóvão e Neves | 10.80 |       |
| 8                 | 8    | Isaac Benjamin Joseph | Haiti                 | 10.91 |       |

### 200 metros
Bateria – 10 de julho
Vento:
Bateria 1: -0.6 m/s, Bateria 2: -0.2 m/s
| Posição | Bateria | Atleta                | Nacionalidade         | Tempo | Notas |
| ------- | ------- | --------------------- | --------------------- | ----- | ----- |
| 1       | 2       | Alexander Ogando      | República Dominicana  | 20.79 | Q     |
| 2       | 1       | Jevaughn Powell       | Jamaica               | 21.35 | Q     |
| 3       | 1       | Antonio Watson        | Jamaica               | 21.51 | Q     |
| 4       | 1       | Guinove Joanus        | Haiti                 | 21.61 | Q     |
| 5       | 2       | Darion Skerrit        | Antígua e Barbuda     | 21.64 | Q     |
| 6       | 1       | Ian Liburd Jr.        | São Cristóvão e Neves | 21.82 | q     |
| 7       | 2       | Matthew Clarke        | Barbados              | 21.92 | Q     |
| 8       | 2       | Isaac Benjamin Joseph | Haiti                 | 22.22 | q     |
| 9       | 1       | Karim Murray          | Ilhas Caimã           | 22.33 |       |
| 10      | 2       | Kluiverth Núñez       | Costa Rica            | 22.95 |       |

Final – 11 de julho
Vento: -1.7 m/s
| Posição           | Raia | Atleta                | Nacionalidade         | Tempo | Notas |
| ----------------- | ---- | --------------------- | --------------------- | ----- | ----- |
| Medalha de ouro   | 4    | Alexander Ogando      | República Dominicana  | 20.59 |       |
| Medalha de prata  | 5    | Jevaughn Powell       | Jamaica               | 20.83 |       |
| Medalha de bronze | 3    | Antonio Watson        | Jamaica               | 21.03 |       |
| 4                 | 2    | Matthew Clarke        | Barbados              | 21.16 |       |
| 5                 | 7    | Darion Skerrit        | Antígua e Barbuda     | 21.57 |       |
| 6                 | 6    | Guinove Joanus        | Haiti                 | 21.58 |       |
| 7                 | 8    | Ian Liburd Jr.        | São Cristóvão e Neves | 21.94 |       |
| 8                 | 1    | Isaac Benjamin Joseph | Haiti                 | 22.69 |       |

### 400 metros
10 de julho
| Posição           | Raia | Atleta              | Nacionalidade         | Tempo | Notas |
| ----------------- | ---- | ------------------- | --------------------- | ----- | ----- |
| Medalha de ouro   | 5    | Jonathan Jones      | Barbados              | 46.20 |       |
| Medalha de prata  | 4    | Christopher Taylor  | Jamaica               | 46.58 |       |
| Medalha de bronze | 3    | Javeir Brown        | Jamaica               | 47.54 |       |
| 4                 | 7    | Antonio Grant       | Panamá                | 48.90 |       |
| 5                 | 1    | Leroy Chapman       | São Cristóvão e Neves | 50.12 |       |
| 6                 | 2    | Derick Leandro      | Costa Rica            | 50.84 |       |
| 9                 | 6    | Wilbert Encarnación | República Dominicana  | DNS   |       |

### 800 metros
10 de julho
| Posição           | Atleta            | Nacionalidade | Tempo   | Notas |
| ----------------- | ----------------- | ------------- | ------- | ----- |
| Medalha de ouro   | Juan Diego Castro | Costa Rica    | 1:48.66 |       |
| Medalha de prata  | Tyrese Reid       | Jamaica       | 1:49.44 |       |
| Medalha de bronze | Aaron Hernández   | El Salvador   | 1:54.47 |       |
| 4                 | Jorge Prendas     | Costa Rica    | 1:54.49 |       |
| 5                 | Marcos Cruz       | Guatemala     | 1:56.53 |       |

### 1.500 metros
11 de julho
| Posição           | Atleta          | Nacionalidade | Tempo   | Notas |
| ----------------- | --------------- | ------------- | ------- | ----- |
| Medalha de ouro   | Aaron Hernández | El Salvador   | 3:57.37 |       |
| Medalha de prata  | Marcos Cruz     | Guatemala     | 3:58.27 |       |
| Medalha de bronze | Tyrese Reid     | Jamaica       | 4:01.40 |       |
| 4                 | Jorge Prendas   | Costa Rica    | 4:02.14 |       |
| 5                 | Allan Rodríguez | Costa Rica    | 4:08.61 |       |
| 6                 | Keveroy Venson  | Jamaica       | 4:30.27 |       |

### 5.000 metros
9 de julho
| Posição         | Atleta            | Nacionalidade | Tempo    | Notas |
| --------------- | ----------------- | ------------- | -------- | ----- |
| Medalha de ouro | Marcial Rodríguez | Nicarágua     | 14:32.93 |       |

### 110 metros barreiras
10 de julho
Vento:
-1.5 m/s
| Posição           | Raia | Atleta          | Nacionalidade | Tempo | Notas |
| ----------------- | ---- | --------------- | ------------- | ----- | ----- |
| Medalha de ouro   | 6    | Orlando Bennett | Jamaica       | 13.65 |       |
| Medalha de prata  | 7    | Rasheem Brown   | Ilhas Caimã   | 14.06 |       |
| Medalha de bronze | 5    | Yves Cherubin   | Haiti         | 14.29 |       |
| 4                 | 8    | Jordani Woodley | Jamaica       | 14.86 |       |

### 400 metros barreiras
9 de julho
| Posição           | Raia | Atleta              | Nacionalidade | Tempo | Notas |
| ----------------- | ---- | ------------------- | ------------- | ----- | ----- |
| Medalha de ouro   | 4    | Rasheeme Griffith   | Barbados      | 52.06 |       |
| Medalha de prata  | 5    | Nathan Fergusson    | Barbados      | 52.69 |       |
| Medalha de bronze | 3    | Luis Alonso Guevara | Costa Rica    | 54.78 |       |

### 3.000 metros com obstáculos
11 de julho
| Posição          | Atleta            | Nacionalidade | Tempo    | Notas |
| ---------------- | ----------------- | ------------- | -------- | ----- |
| Medalha de ouro  | Marcial Rodríguez | Nicarágua     | 9:56.16  |       |
| Medalha de prata | Brandon Barrantes | Costa Rica    | 10:07.86 |       |
| 9                | Carlos Santos     | El Salvador   | DNF      |       |

### Revezamento 4x100 m
10 de julho
| Posição          | Raia | Nacionalidade | Atletas                                                               | Tempo | Notas |
| ---------------- | ---- | ------------- | --------------------------------------------------------------------- | ----- | ----- |
| Medalha de ouro  | 3    | Jamaica       | Antonio Watson, Christopher Taylor, Jevaughn Powell, Odaine McPherson | 42.07 |       |
| Medalha de prata | 4    | Costa Rica    | Derick Leandro, Ivan Sibaja, Kluiverth Núñez, Rasheed Miller          | 44.69 |       |

### 10 km marcha atlética
10 de julho
| Posição           | Atleta                | Nacionalidade | Resultado | Notas |
| ----------------- | --------------------- | ------------- | --------- | ----- |
| Medalha de ouro   | Pedro Alexander López | Guatemala     | 43:55.84  |       |
| Medalha de prata  | Oscar Pop             | Guatemala     | 44:08.08  |       |
| Medalha de bronze | Juan Manuel Calderón  | Costa Rica    | 44:12.97  |       |
| 9                 | Yeudy Bonilla         | Costa Rica    | DSQ       |       |

### Salto em altura
11 de julho
| Posição           | Atleta           | Nacionalidade | 1.85 | 1.90 | 1.95 | 2.00 | 2.05 | 2.10 | 2.15 | 2.21 | 2.25 | Resultado | Notas |
| ----------------- | ---------------- | ------------- | ---- | ---- | ---- | ---- | ---- | ---- | ---- | ---- | ---- | --------- | ----- |
| Medalha de ouro   | Shaun Miller     | Bahamas       | –    | –    | –    | o    | o    | o    | xo   | o    | xxx  | 2.21      |       |
| Medalha de prata  | Kyle Alcine      | Bahamas       | –    | –    | –    | o    | o    | o    | o    | xxx  |      | 2.15      |       |
| Medalha de bronze | Byron Villalobos | Costa Rica    | o    | o    | o    | xxx  |      |      |      |      |      | 1.95      |       |
| Medalha de bronze | Raymond Richards | Jamaica       | –    | –    | o    | xx–  | x    |      |      |      |      | 1.95      |       |
| 5                 | Víctor Saavedra  | Costa Rica    | o    | xo   | xxx  |      |      |      |      |      | 1.90 |           |       |

### Salto com vara
11 de julho
| Posição          | Atleta       | Nacionalidade        | 4.20 | 4.35 | 4.50 | 4.60 | Resultado | Notas |
| ---------------- | ------------ | -------------------- | ---- | ---- | ---- | ---- | --------- | ----- |
| Medalha de ouro  | Julio Flores | Nicarágua            | –    | o    | xxo  | xxx  | 4.50      |       |
| Medalha de prata | Héctor Juan  | República Dominicana | xxo  | –    | xxx  |      | 4.20      |       |

### Salto em comprimento
11 de julho
| Posição           | Atleta           | Nacionalidade     | #1   | #2   | #3   | #4   | #5   | #6   | Resultado | Notas |
| ----------------- | ---------------- | ----------------- | ---- | ---- | ---- | ---- | ---- | ---- | --------- | ----- |
| Medalha de ouro   | Shakwon Coke     | Jamaica           | 7.82 | 6.62 | x    | x    | 7.88 | x    | 7.88      |       |
| Medalha de prata  | Clement Campbell | Trinidad e Tobago | 6.94 | 5.43 | 6.74 | 7.31 | x    | 7.37 | 7.37      |       |
| Medalha de bronze | Rasheed Miller   | Costa Rica        | 7.15 | x    | x    | x    | 7.08 | x    | 7.15      |       |
| 4                 | Taeco O'Garro    | Antígua e Barbuda | 6.88 | 6.65 | x    | 7.01 | 6.98 | 6.86 | 7.01      |       |
| 9                 | Adrián Alvarado  | Panamá            | x    | r    |      |      |      |      | NM        |       |

### Salto triplo
9 de julho
| Posição           | Atleta          | Nacionalidade     | #1    | #2    | #3    | #4    | #5    | #6 | Resultado | Notas |
| ----------------- | --------------- | ----------------- | ----- | ----- | ----- | ----- | ----- | -- | --------- | ----- |
| Medalha de ouro   | Jonathan Miller | Barbados          | 15.89 | 16.00 | x     | x     | –     | –  | 16.00     |       |
| Medalha de prata  | Taeco O'Garro   | Antígua e Barbuda | 15.34 | 15.41 | 15.33 | 15.24 | 14.49 | x  | 15.41     |       |
| Medalha de bronze | Jadon Brome     | Barbados          | x     | x     | 14.69 | 15.12 | –     | x  | 15.12     |       |
| 9                 | Owayne Owens    | Jamaica           | x     | x     | x     | r     |       |    | NM        |       |

### Arremesso de peso
9 de julho
| Posição          | Atleta            | Nacionalidade | #1    | #2    | #3    | #4    | #5 | #6    | Resultado | Notas |
| ---------------- | ----------------- | ------------- | ----- | ----- | ----- | ----- | -- | ----- | --------- | ----- |
| Medalha de ouro  | Courtney Lawrence | Jamaica       | 16.60 | 18.02 | 18.66 | 18.37 | x  | 18.27 | 18.66     |       |
| Medalha de prata | Elías Gómez       | Costa Rica    | 13.17 | 13.19 | 13.44 | x     | x  | x     | 13.44     |       |

### Lançamento de disco
9 de julho
| Posição           | Atleta      | Nacionalidade | #1    | #2    | #3    | #4    | #5    | #6    | Resultado | Notas |
| ----------------- | ----------- | ------------- | ----- | ----- | ----- | ----- | ----- | ----- | --------- | ----- |
| Medalha de ouro   | Kai Chang   | Jamaica       | x     | x     | 59.69 | 61.39 | 60.90 | x     | 61.39     |       |
| Medalha de prata  | Roje Stona  | Jamaica       | 60.01 | 61.21 | 59.86 | 59.66 | 56.70 | x     | 61.21     |       |
| Medalha de bronze | Elías Gómez | Costa Rica    | 41.30 | 43.50 | 46.33 | x     | 44.80 | 44.23 | 46.33     |       |

### Lançamento de martelo
10 de julho
| Posição          | Atleta        | Nacionalidade | #1    | #2    | #3    | #4    | #5    | #6 | Resultado | Notas |
| ---------------- | ------------- | ------------- | ----- | ----- | ----- | ----- | ----- | -- | --------- | ----- |
| Medalha de ouro  | Dylan Suárez  | Costa Rica    | 58.83 | x     | 60.81 | 61.14 | 58.69 | x  | 61.14     |       |
| Medalha de prata | Rodrigo Morán | Guatemala     | 51.73 | 52.66 | 53.04 | 52.75 | 52.34 | x  | 53.04     |       |

### Lançamento de dardo
10 de julho
| Posição           | Atleta            | Nacionalidade     | #1    | #2    | #3    | #4    | #5    | #6    | Resultado | Notas |
| ----------------- | ----------------- | ----------------- | ----- | ----- | ----- | ----- | ----- | ----- | --------- | ----- |
| Medalha de ouro   | Tyriq Horsford    | Trinidad e Tobago | 68.01 | 69.18 | x     | 68.58 | 73.06 | x     | 73.06     |       |
| Medalha de prata  | Keyshawn Strachan | Bahamas           | 67.81 | 72.13 | 65.67 | –     | 67.99 | 71.41 | 72.13     |       |
| Medalha de bronze | Armando Caballero | Panamá            | 56.26 | 58.20 | 63.50 | 61.75 | 59.40 | 56.28 | 63.50     |       |
| 4                 | Iván Sibaja       | Costa Rica        | x     | 63.04 | 60.99 | 60.18 | 62.01 | 58.31 | 63.04     |       |

### Decatlo
9–10 de julho
| Posição          | Atleta            | Nacionalidade | 100 m  | SD   | AP    | SA   | 400 m | 110 m | AD    | SV   | LD    | 1500 m  | Pontos | Notas |
| ---------------- | ----------------- | ------------- | ------ | ---- | ----- | ---- | ----- | ----- | ----- | ---- | ----- | ------- | ------ | ----- |
| Medalha de ouro  | Esteban Ibáñez    | El Salvador   | 11.33w | 6.78 | 9.80  | 1.95 | 50.86 | 15.55 | 28.94 | 3.90 | 41.50 | 4:53.75 | 6436   |       |
| Medalha de prata | Brainer Chavarría | Costa Rica    | 11.43w | 5.86 | 10.06 | 1.56 | 53.21 | 17.61 | 31.89 | 2.90 | 40.31 | 5:24.61 | 6436   |       |

## Resultado feminino

### 100 metros
9 de julho
Vento: +0.6 m/s
| Posição           | Raia | Atleta              | Nacionalidade         | Tempo | Notas |
| ----------------- | ---- | ------------------- | --------------------- | ----- | ----- |
| Medalha de ouro   | 5    | Halle Hazzard       | Granada               | 11.42 |       |
| Medalha de prata  | 3    | Amya Clarke         | São Cristóvão e Neves | 11.90 |       |
| Medalha de bronze | 2    | Denisha Cartwritght | Bahamas               | 11.91 |       |
| 9                 | 4    | Ashanti Moore       | Jamaica               | DSQ   |       |

### 200 metros
11 de julho
Vento: -1.6 m/s
| Posição           | Raia | Atleta           | Nacionalidade        | Tempo | Notas |
| ----------------- | ---- | ---------------- | -------------------- | ----- | ----- |
| Medalha de ouro   | 5    | Fiordaliza Cofil | República Dominicana | 23.89 |       |
| Medalha de prata  | 4    | Halle Hazzard    | Granada              | 24.07 |       |
| Medalha de bronze | 7    | Iantha Wright    | Trinidad e Tobago    | 24.40 |       |
| 4                 | 6    | Grizell Scarlett | Jamaica              | 24.45 |       |
| 9                 | 8    | Angeline Pondler | Costa Rica           | DNF   |       |

### 400 metros
10 de julho
| Posição           | Raia | Atleta           | Nacionalidade            | Tempo | Notas |
| ----------------- | ---- | ---------------- | ------------------------ | ----- | ----- |
| Medalha de ouro   | 4    | Charokee Young   | Jamaica                  | 52.06 |       |
| Medalha de prata  | 3    | Shafiqua Maloney | São Vicente e Granadinas | 52.73 |       |
| Medalha de bronze | 5    | Fiordaliza Cofil | República Dominicana     | 53.83 |       |
| 4                 | 8    | Shalysa Wray     | Ilhas Caimã              | 54.42 |       |
| 5                 | 6    | Tamara Woodley   | São Vicente e Granadinas | 56.76 |       |
| 6                 | 1    | Angeline Pondler | Costa Rica               | 57.18 |       |
| 9                 | 2    | Milagros Duran   | República Dominicana     | DNS   |       |
| 9                 | 7    | Lilian Reyes     | República Dominicana     | DNS   |       |

### 800 metros
10 de julho
| Posição          | Atleta           | Nacionalidade            | Tempo   | Notas |
| ---------------- | ---------------- | ------------------------ | ------- | ----- |
| Medalha de ouro  | Shafiqua Maloney | São Vicente e Granadinas | 2:08.13 |       |
| Medalha de prata | Mikaela Smith    | Ilhas Virgens Americanas | 2:19.87 |       |

### 100 metros barreiras
10 de julho
Vento: -2.6 m/s
| Posição           | Raia | Atleta          | Nacionalidade | Tempo | Notas |
| ----------------- | ---- | --------------- | ------------- | ----- | ----- |
| Medalha de ouro   | 4    | Daszay Freeman  | Jamaica       | 13.80 |       |
| Medalha de prata  | 6    | Charisma Taylor | Bahamas       | 13.88 |       |
| Medalha de bronze | 3    | Sasha Wells     | Bahamas       | 13.94 |       |
| 4                 | 5    | Hannah Connell  | Barbados      | 14.08 |       |
| 5                 | 2    | Mariel Brokke   | Costa Rica    | 15.41 |       |

### 400 metros barreiras
9 de juulho
| Posição         | Raia | Atleta        | Nacionalidade | Tempo | Notas |
| --------------- | ---- | ------------- | ------------- | ----- | ----- |
| Medalha de ouro | 7    | Shiann Salmon | Jamaica       | 58.29 |       |

### 5 km marcha atlética
10 de julho
| Posição         | Atleta                 | Nacionalidade | Tempo    | Notas |
| --------------- | ---------------------- | ------------- | -------- | ----- |
| Medalha de ouro | Yasury Palacios        | Guatemala     | 22:31.13 | NU23R |
| 9               | María Fernanda Peinado | Guatemala     | DSQ      |       |

### Salto em altura
9 de julho
| Posição          | Atleta          | Nacionalidade | 1.65 | 1.70 | 1.75 | 1.80 | 1.85 | 1.90 | Resultado | Notas |
| ---------------- | --------------- | ------------- | ---- | ---- | ---- | ---- | ---- | ---- | --------- | ----- |
| Medalha de ouro  | Lamara Distin   | Jamaica       | –    | o    | o    | xo   | o    | xxx  | 1.85      |       |
| Medalha de prata | Ángela González | Panamá        | xxo  | xxx  |      |      |      |      | 1.65      |       |

### Salto triplo
11 de julho
| Posição          | Atleta           | Nacionalidade            | #1    | #2    | #3    | #4    | #5    | #6    | Resultado | Notas |
| ---------------- | ---------------- | ------------------------ | ----- | ----- | ----- | ----- | ----- | ----- | --------- | ----- |
| Medalha de ouro  | Charisma Taylor  | Bahamas                  | 13.22 | x     | 13.04 | –     | 13.02 | x     | 13.22     |       |
| Medalha de prata | Mikeisha Welcome | São Vicente e Granadinas | 13.16 | 13.13 | x     | 12.88 | 12.94 | 13.10 | 13.16     |       |

### Arremesso de peso
9 de julho
| Posição           | Atleta            | Nacionalidade | #1    | #2    | #3    | #4    | #5    | #6    | Resultado | Notas            |
| ----------------- | ----------------- | ------------- | ----- | ----- | ----- | ----- | ----- | ----- | --------- | ---------------- |
| Medalha de ouro   | Deisheline Mayers | Costa Rica    | 14.90 | 13.18 | 14.05 | 14.24 | 13.79 | 13.65 | 14.90     | Recorde nacional |
| Medalha de prata  | Danielle Sloley   | Jamaica       | 13.34 | 13.35 | 12.96 | 13.42 | 13.82 | 13.85 | 13.85     |                  |
| Medalha de bronze | Lacee Barnes      | Ilhas Caimã   | 11.84 | 12.58 | 13.32 | 13.75 | x     | 13.16 | 13.75     |                  |

### Lançamento de disco
9 de julho
| Posição           | Atleta         | Nacionalidade | #1    | #2    | #3    | #4    | #5    | #6 | Resultado | Notas |
| ----------------- | -------------- | ------------- | ----- | ----- | ----- | ----- | ----- | -- | --------- | ----- |
| Medalha de ouro   | Lacee Barnes   | Ilhas Caimã   | 38.78 | 42.76 | 44.95 | 40.56 | 47.34 | x  | 47.34     |       |
| Medalha de prata  | Acacia Astwood | Bahamas       | x     | 28.33 | 34.34 | 35.85 | 36.78 | x  | 36.78     |       |
| Medalha de bronze | Tania Sevilla  | Costa Rica    | x     | 33.16 | 33.32 | 29.26 | 31.73 | x  | 33.32     |       |

### Lançamento de martelo
10 de julho
| Posição          | Atleta         | Nacionalidade | #1    | #2    | #3    | #4    | #5    | #6    | Resultado | Notas |
| ---------------- | -------------- | ------------- | ----- | ----- | ----- | ----- | ----- | ----- | --------- | ----- |
| Medalha de ouro  | Acacia Astwood | Bahamas       | 50.07 | 47.39 | x     | x     | 51.22 | x     | 51.22     |       |
| Medalha de prata | Lindsay Reyes  | Costa Rica    | x     | 39.99 | 44.53 | 45.62 | x     | 42.48 | 45.62     |       |

### Lançamento de dardo
11 de julho
| Posição         | Atleta            | Nacionalidade | #1    | #2    | #3    | #4 | #5    | #6    | Resultado | Notas |
| --------------- | ----------------- | ------------- | ----- | ----- | ----- | -- | ----- | ----- | --------- | ----- |
| Medalha de ouro | Deisheline Mayers | Costa Rica    | 37.95 | 41.98 | 36.08 | x  | 39.68 | 36.26 | 41.98     |       |

### Heptatlo
9–10 de julho
| Posição         | Atleta        | Nacionalidade | 100 m | SA   | AP   | 200 m | SD   | LD    | 800 m   | Pontos | Notas |
| --------------- | ------------- | ------------- | ----- | ---- | ---- | ----- | ---- | ----- | ------- | ------ | ----- |
| Medalha de ouro | Mariel Brokke | Costa Rica    | 15.08 | 1.49 | 7.64 | 26.33 | 5.12 | 19.79 | 2:39.50 | 4042   |       |

## Misto

### Revezamento 4x100 m
11 de julho
| Posição          | Nacinalidade | Atletas                                                                             | Tempo   | Notas |
| ---------------- | ------------ | ----------------------------------------------------------------------------------- | ------- | ----- |
| Medalha de ouro  | Jamaica      | Shiann Salmon (F), Christopher Taylor (M), Odaine McPherson (M), Charokee Young (F) | 3:20.71 |       |
| Medalha de prata | Bahamas      | Sasha Wells (F), Shaun Miller (M), Charisma Taylor (F), Kyle Alcine (M)             | 3:41.69 |       |

Legenda
| Recorde mundial       | Recorde mundial (World record)               |                       | Recorde africano                      | Recorde africano (African) |                                           | Q | Classificado por posição (Qualified) |
| Recorde do campeonato | Recorde do campeonato (Championship record)  | Recorde da América    | Recorde da América (Americas)         | q                          | Classificado por melhor tempo (Qualified) |   |                                      |
| Melhor marca do ano   | Melhor marca do ano (World leading)          | Recorde asiático      | Recorde asiático (Asian)              | DNS                        | Não largou (Did not start)                |   |                                      |
| Recorde nacional      | Recorde nacional (National record)           | Recorde europeu       | Recorde europeu (European)            | DNF                        | Não terminou (Did not finish)             |   |                                      |
| Recorde pessoal       | Recorde pessoal do atleta (Personal best)    | Recorde da Oceania    | Recorde da Oceania (Oceania)          | DSQ / DQ                   | Desclassificado (Disqualified)            |   |                                      |
| Recorde da temporada  | Recorde da temporada do atleta (Season best) | Recorde sul-americano | Recorde sul-americano (South America) | NM                         | Sem marca (No mark)                       |   |                                      |